# КАМАЗ-49255
КАМАЗ-49255 — экспериментальный спортивный грузовой автомобиль высокой проходимости, разработанный и построенный раллийной командой «КАМАЗ-мастер» для участия в международных соревнованиях по ралли-рейдам. Использовался в гонках в период с 1997 по 1998 годы.
На автомобиле был установлен дизельный двигатель ЯМЗ-3Э847 мощностью в 1050 л.c. и крутящим моментом более 3700 Нм. Он не оправдал возлагаемых на него надежд: основные узлы трансмиссии — коробка передач, редукторы переднего и заднего мостов — запросто ломались, поскольку не были рассчитаны на столь большие величины параметров.
Команда «КАМАЗ-мастер» опробовала этот грузовик на двух ралли-рейдах — «Мастер-ралли 97» и «Париж-Гранада-Дакар 1998», после чего приняла решение отказаться от дальнейшего использования этого автомобиля в гонках.